# Чеченський кінний полк
Чеченський кінний полк — національна (тубільна) кавалерійська частина (кінний полк) Російської імператорської армії, що входила до складу «Дикої дивізії».

## Формування полку
Починаючи з липня 1914 року, чеченське населення Терської області зверталося до місцевого начальника з проханнями про формування національної частини. 5 серпня 1914 року начальник штабу Кавказького військового округу генерал Юденич сповістив начальника Терської області та наказного отамана Терського козачого війська генерал-лейтенанта Флейшера про Високий дозвіл сформувати з чеченців та інгушів чотирисотенний полк, у якому чеченці мали складати три. Однак через велику кількість добровольців було вирішено сформувати два окремі чотирисотенні полки.
Формування Чеченського полку розпочалося 9 серпня у Грозному. Начальники Грозненського та Веденського округів організували запис добровольців у всіх десяти дільницях. 26 серпня командиром полку було призначено підполковника Олександра Святополка-Мирського з дворян Вітебської губернії, колишнього командира 3-го Чорноморського полку Кубанського козачого війська.

## Командири та штат полку
- 26.04.1914 — 15.02.1915 — полковник Олександр Святополк-Мирський
- 04.03.1915 — 30.05.1917 — полковник Фейзулла Мірза Каджар
- 30.05.1917 — xx.10.1917 — полковник Джемалутдін Мусалаєв
- xx.10.1917 — xx.02.1918 — полковник Микола О'Рем

За штатом до складу полку входило 22 офіцери, 3 військові чиновники, полковий мулла і 643 нижні чини. Значний відсоток становили офіцери із кавказької аристократії. Нижні чини отримували 25 рублів на місяць, іменувалися вершниками, були звільнені від тілесних покарань і мали право називати офіцерів на ти.

## Прапор полку та погони
Наданий 21 січня 1916 року простий штандарт зразка 1900 року. Кайма світло-синя, шиття срібне. Наверші зразка 1857 (армійське) срібло. Дерево темно-зелене з срібними жолобками. Державний Герб. Штандарт був наданий, але до полку, не дійшов, тому що до жовтня 1916 він ще не був виготовлений.
За деякими даними, на погонах полку було зображено жовті літери «Чч».

## Участь у бойових діях
6 вересня полк на чолі з новим командиром прибув до складу Кавказької тубільної кінної дивізії. На початку жовтня полк відбув до місця збору частин дивізії в Україні. На початку листопада Кавказька тубільна кінна дивізія була включена до складу 2-го кавалерійського корпусу генерал-лейтенанта Гусейна Хана Нахічеванського, який входив до складу 11-ї армії Південно-Західного фронту.
З 12 грудня 1914 року 2-а бригада Кавказької тубільної кінної дивізії у складі Чеченського і Татарського полків проводила посилену розвідку в районі сіл Волосаті, Буковиць, біля висоти 1251 р. і в районі Шандровець, забезпечуючи правий фланг 7-го стрілецького корпусу.
19 грудня бригада, здійснивши обхідний маневр, атакувала австрійців, які вийшли в тил Жлобинської позиції, що оборонялася Кишинівським піхотним полком . Австрійці відступили, у бою полки 2-ї бригади взяли в полон 9 офіцерів (зокрема полковника та майора) та 458 нижніх чинів, а також захопили 400 гвинтівок. Після бою командир бригади полковник Хагондоков повідомляв командуванню: «Без сумніву, що успіхом нашого першого бою ми завдячуємо чудовій діяльності командувача Чеченським полком підполковника Святополк-Мирського, який проявив і величезну особисту хоробрість, і блискучу підготовленість до командування».
З середини січня 1915 року 2-а бригада вела бої на правобережжі Сана та у верхів'ях Дністра, в районі населених пунктів Ломна та Лутовиська. З метою прикрити місто Ломну з боку Карпатських гір було сформовано загін у складі Чеченського кінного, Татарського кінного, 491-го Варнавінського піхотного полку та чотирьох гармат 2-го кінно-гірського артдивізіону під загальним командуванням полковника Хагондокова.
12 лютого на північний захід від Станіславова 1-я сотня Чеченського полку під командуванням штабс-ротмістра Топоркова до темряви відбивала атаки посиленого кіннотою австрійського батальйону, а наступного дня вибила супротивника з села Пойко, після чого за підтримки двох кубанських сотень утримувала це село.
15 лютого 1915 року 2-а бригада в рукопашному бою вибила супротивника із села Брінь на північний захід від Станіславова. У бою було смертельно поранено полковника Святополка-Мирського. 17 лютого командиром полку був призначений перський принц полковник Фейзулла Мірза Каджар.
У 1916 р. полк брав участь у Брусилівському прориві. У листопаді 1916 р. полк брав участь у боях на Румунському фронті. За наказом главковерха Корнілова від 21 серпня 1917 р. Кавказька тубільна кінна дивізія розгорталася Кавказький тубільний кінний корпус. У поході на Петроград, під час Корнілівського заколоту, полк не брав участі, бо закінчилося переформування корпусу. У жовтні 1917 р. полк було перекинуто до Кавказького військового округу. Чеченський полк був розквартований у місті Грозному та використовувався для боротьби з бандитами.

## Нагороджені військовослужбовці

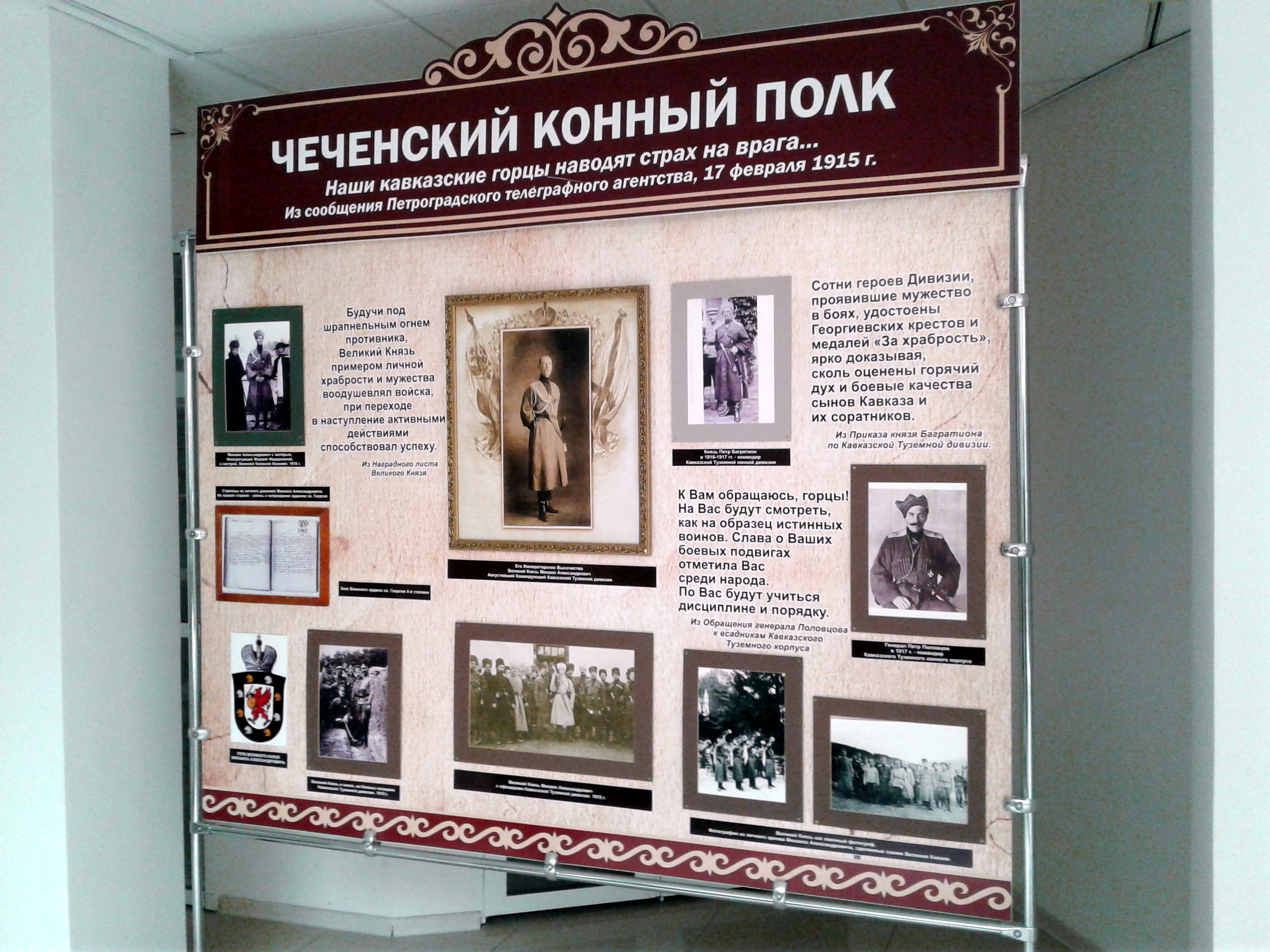
Стенд виставки у Національній бібліотеці Чечні, присвяченій Чеченському кінному полку Дикої дивізії.

### Повні георгіївські кавалери
З-поміж бійців полку повними Георгіївськими кавалерами стали:
- Абдул-Муслім Борщиков;
- Шахід Борщиков;
- Ізнаур Дубаєв;
- Мамад Ісламгіреїв;
- Магома Альбурі;
- Яхья Самбієв;
- Алі Чапанов.

## У культурі

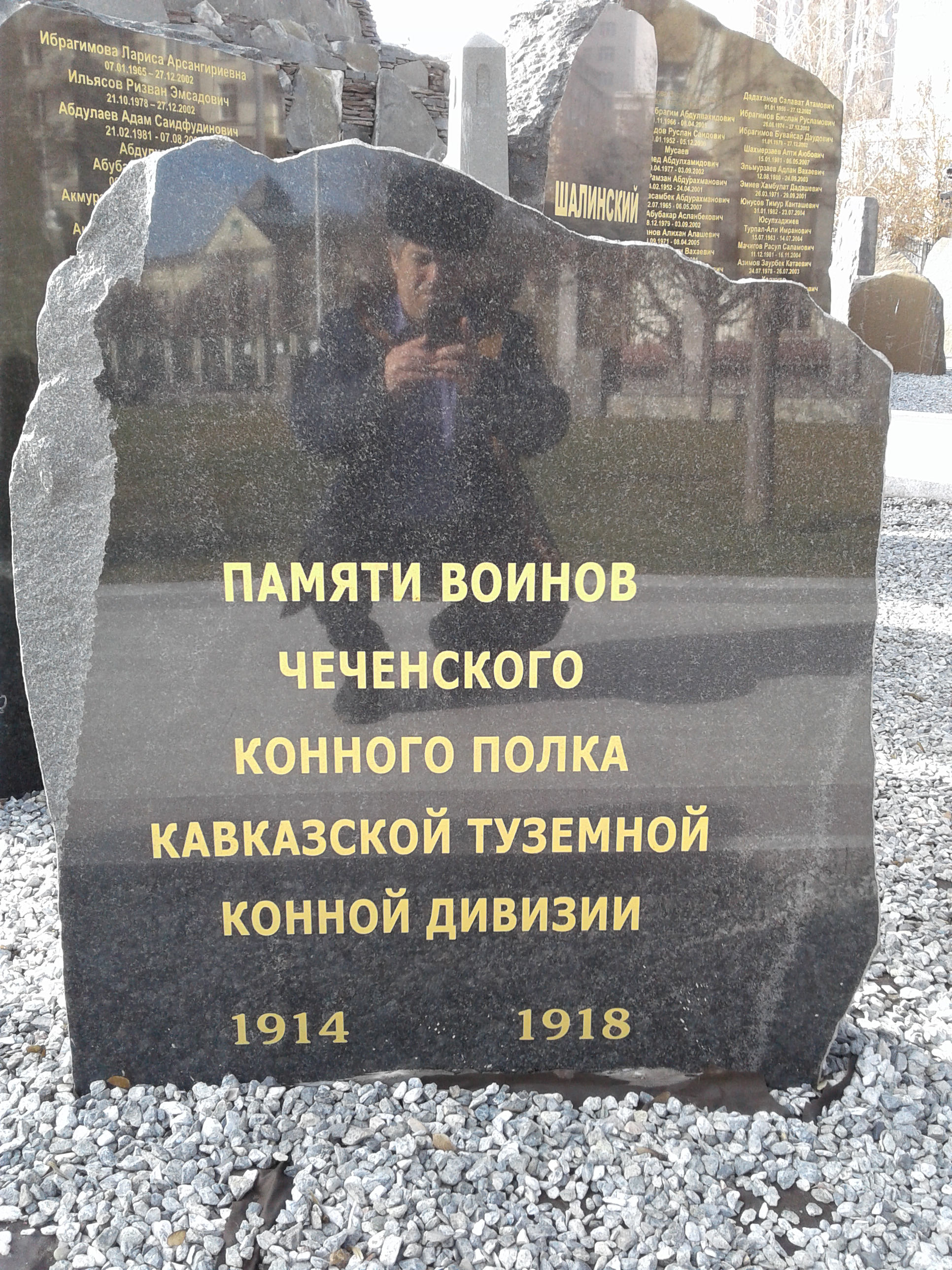
Один із каменів Меморіалу пам'яті загиблих у боротьбі з тероризмом.

- У липні 2014 року в Національній бібліотеці Чеченської Республіки відкрилася виставка архівних матеріалів та документів, присвячених історії чеченського полку Кавказької тубільної кінної дивізії[4].
- 2015 року на телеканалі «Грозний» відбулася прем'єра документального фільму «Дика дивізія. Чечня», присвяченого чеченському полку Дикої дивізії[5][6].
- До складу відкритого у 2010 році Меморіалу пам'яті загиблих у боротьбі з тероризмом входять п'ять каменів, на яких висічено імена офіцерів та вершників Чеченського кінного полку.